# Amagansett
Amagansett es un lugar designado por el censo ubicado en el condado de Suffolk en el estado estadounidense de Nueva York. En el año 2000 tenía una población de 1067 habitantes y una densidad poblacional de 65.5 personas por km².

## Geografía
Amagansett se encuentra ubicada en las coordenadas 40°58′N 72°8′O / 40.967, -72.133. Según la Oficina del Censo, la ciudad tiene un área total de 20,8 km² (8 mi²), de la cual 16,3 km² (6,3 mi²) es tierra y 4,5 km² (1,7 mi²) (21.86%) es agua.

## Demografía
Según la Oficina del Censo en 2000 los ingresos medios por hogar en la localidad eran de $56 406, y los ingresos medios por familia eran $69 306. Los hombres tenían unos ingresos medios de $48 750 frente a los $36 500 para las mujeres. La renta per cápita para la localidad era de $45 545. Alrededor del 5.3% de la población estaban por debajo del umbral de pobreza.